# Jardiner de pit ocraci
El jardiner de pit ocraci (Ailuroedus stonii) és un ocell de la família dels ptilonorínquids (Ptilonorhynchidae).

## Hàbitat i distribució
Habita els boscos de les terres baixes del sud-oest i sud-est de Nova Guinea.

## Taxonomia
Considerat coespecífic d'Ailuroedus buccoides, ha estat ubicat a la seua pròpia espècie arran la revisió d'Irestedt et al. (2015).